# Richie Tozier
Richard Tozier è un personaggio immaginario creato da Stephen King, tra i protagonisti del romanzo It del 1986. Richie è un membro del Club dei Perdenti; è spesso considerato il comico del gruppo a causa della sua tendenza irrefrenabile di fare battute, che però spesso lo mettono nei guai.

## Biografia
Richard Tozier, soprannominato Richie, nacque il 7 marzo 1946 (1950 nella miniserie e 1976 nei film) a Derry da Maggie e Wentworth Tozier. Richie è conosciuto per la sua personalità irruente e logorroica, che lo porta a essere chiamato "Boccaccia" dai coetanei. La sua impossibilità di tenere a freno la lingua gli fa inimicare il bullo Henry Bowers e spesso lo caccia nei guai; indossa un paio di occhiali estremamente spessi. È un buon amico di Bill Denbrough e, successivamente, fa amicizia anche con gli altri membri del Club dei Perdenti Stanley Uris, Eddie Kaspbrak, Ben Hanscom, Beverly Marsh e Mike Hanlon. Richie ha il suo primo incontro con It quando, insieme a Bill, si introduce nella casa di Neibolt Street e la creatura li attacca sotto forma di licantropo (in precedenza viene fatto intendere che It si fosse già palesato a Richie come statua vivente di un boscaiolo). Richie riesce a tenere testa alla creatura usando le sue "voci", un meccanismo di difesa che utilizza quando è agitato. Dopo aver apparentemente sconfitto It nelle fogne, Richie e i Perdenti fanno un patto di sangue per giurare di tornare a combatterlo e ucciderlo nel caso fosse sopravvissuto.
Ventisette anni dopo, Richie è diventato un disc-jockey a Beverly Hills e, insieme a Mike e Ben, è l'unico membro del gruppo a non essersi mai sposato; a causa dell'influenza di It ha dimenticato la sua infanzia. Mike telefona a Richie per informarlo che It è ancora vivo, quindi lui torna a Derry e si riunisce con gli amici (meno Stan, che si è suicidato per non dover riaffrontare gli orrori della giovinezza). Durante il Rito di Chud, usato per la prima volta solo da Bill, Richie stavolta assiste il compagno con le sue voci e lo aiuta a uccidere in definitiva la creatura.

## Altre apparizioni
- Richie appare nel romanzo 22/11/'63;  Jake Epping, il protagonista del romanzo, viaggia indietro nel tempo e giunge a Derry dove incontra Beverly e Richie che si allenano per un talent show pochi mesi dopo la sconfitta di Pennywise; Epping parla brevemente con i due ragazzi riguardo ai misteriosi omicidi a opera di It e insegna loro come ballare correttamente. In seguito tale incontro verrà cancellato in quanto Epping eliminerà il suo viaggio indietro nel tempo.
- Nel romanzo Duma Key, l'estratto della canzone all'inizio della storia è di una band chiamata Shark Puppy, che conta tra i suoi membri Richie e Bill.

## Altri media
- Nella miniserie del 1990, Richie è interpretato da Seth Green da bambino e da Harry Anderson da adulto. È diventata iconica una determinata scena in cui Richie (tornato a Derry da adulto) viene preso in giro da It come Pennywise in una biblioteca pubblica, a causa della performance sopra le righe di Tim Curry.
- Nei film del 2017 e del 2019, Richie è interpretato da Finn Wolfhard da bambino e da adulto da Bill Hader; in questa versione, da adulto, Richie diventa un cabarettista[2].

## Analisi

### La sessualità di Richie
Nel film It - Capitolo 2, viene rivelato che Richie è omosessuale; ha un'infatuazione per Eddie Kaspbrak. È confermato che Richie continua a fare battute spesso volte a irritare e punzecchiare Eddie come meccanismo di difesa per nascondere i suoi sentimenti per lui e non per una "mancanza di controllo della lingua" come nel romanzo e nella miniserie. Non ci è dato sapere se Eddie ricambiasse o meno i suoi sentimenti. È lasciata, quindi, allo spettatore la possibilità di decidere cosa Eddie provasse per Richie.
Il regista Andy Muschietti ha affermato che la decisione di rappresentare Richie come omosessuale si è basata su un'interpretazione del personaggio nel libro. Stephen King, pur non intendendo realizzare una storia d'amore tra Richie ed Eddie, ha approvato tale scelta in quanto richiama la violenza omofoba presente all'inizio della storia contro Adrian Mellon, portando alla "chiusura del cerchio".

### Umorismo
Richie è noto per essere il comico del Club dei Perdenti, facendo spesso battute anche in momenti inopportuni; nel libro e nella miniserie i suoi amici hanno la tendenza di usare la frase "beep beep, Richie" per intimargli amichevolmente di tacere. È stato ipotizzato che l'umorismo del personaggio sia un meccanismo di difesa o un mezzo per richiamare l'attenzione, cercando di nascondere la sua paura di Pennywise e di non essere accettato dagli altri Perdenti; per combattere It, Richie usa come arma proprio le sue "voci" comiche. Nonostante non sia mai rappresentato apertamente nel libro, è stato teorizzato che Richie sia trascurato (o si senta trascurato) dai suoi genitori.

## Accoglienza
L'interpretazione di Richie nei film del 2017 e del 2019, sia da bambino che da adulto, sono stati acclamati e considerati "ruba-scene". Entrambi sono stati elogiati per l'umorismo che danno alla storia e per la chimica con i colleghi del cast (in particolare Jack Dylan Grazer e James Ransone, interpreti di Eddie). Anche la rappresentazione della sua omosessualità ha ricevuto il plauso.